# Гультай Михайло Мирославович
Гультай Михайло Мирославович — суддя  Конституційного суду України (2010—2019), доктор юридичних наук.

## Біографія
Народився 10 квітня 1958 року в с. Глушків Городенківського району Івано-Франківської області.
Після закінчення у 1976 році Коломийського медичного училища імені І. Я. Франка працював дезінфектором сільської амбулаторії, фельдшером спецмедслужби автотранспортного підприємства. Проходив строкову військову службу.
1985 року закінчив з відзнакою Харківський юридичний інститут ім. Ф. Е. Дзержинського.
У 1984—1987 роках — стажист, старший слідчий прокуратури м. Харкова.
З 1987 року по 1990 рік — прокурор слідчого управління прокуратури Харківської області.
У період з 1990 по 1992 рік — заступник прокурора Фрунзенського району м. Харкова.
Протягом 1992—2010 років — суддя Харківського обласного суду, з 2001 року — Апеляційного суду Харківської області.
У вересні 2010 року X з'їздом суддів України призначений суддею Конституційного Суду України. Присягу склав 21 вересня 2010 року.

## Наукова діяльність
Автор двох монографій, а також підручника і посібника (у співавторстві) та численних наукових праць, присвячених проблемам виявлення та виправлення слідчих і судових помилок, становленню ювенальної юстиції в Україні, питанням боротьби з корупцією та судового розгляду справ про злочини, вчинені організованими злочинними групами, проблемним питанням конституційної юстиції, зокрема, впровадження інституту конституційної скарги в Україні.